# Орлов, Георгий Михайлович (министр)
Гео́ргий Миха́йлович Орло́в (29 марта 1903, с. Лубянки, Дмитровский уезд, Орловская губерния, Российская империя  — 30 ноября 1991, Москва, Российская Федерация) — государственный деятель, один из руководителей, основателей ГУЛАГа НКВД СССР, генерал-майор инженерно-технической службы (1943). Министр лесной промышленности СССР (1954—1957), председатель Госкомлеспрома (1962—1965). 

## Биография
Родился в семье служащего. 
В 1928 г. окончил Ленинградский лесной институт.
В 1928—1931 гг. — инженер-конструктор на комбинате имени Ленина в посёлке Дубровка Ленинградской области. 
С 1930 года Георгий Орлов — кандидат в члены ЦК ВКП (б).
В 1931—1932 гг. — главный инженер проекта сульфатного завода в посёлке Дубровка. В 1932—1938 гг. — заведующий секцией, заместитель главного инженера Государственного института по проектированию предприятий целлюлозно-бумажной промышленности.
В марте 1938 года был исключен из кандидатов в члены партии "за потерю политической бдительности к врагам народа", однако после снятия Н.И.Ежова с должности наркома внутренних дел и прекращения Большого террора по указанию Сталина, Орлов был восстановлен в партии. В том же году его направили на укрепление НКВД СССР, назначив начальником целлюлозно-бумажного отдела ГУЛага. 
- 1938—1941 гг. — начальник отдела целлюлозно-бумажной промышленности ГУЛАГа НКВД СССР,
- 1941—1944 гг. — начальник Главного управления лагерей промышленного строительства (Главпромстроя) НКВД СССР,
- 1944—1947 гг. — народный комиссар (министр) целлюлозной и бумажной промышленности СССР,
- 1947—1948 гг. — министр лесной промышленности СССР,
- 1948—1951 гг. — министр лесной и бумажной промышленности СССР,
- 1951—1953 гг. — министр лесной промышленности СССР,
- 1953—1954 гг. — министр лесной и бумажной промышленности СССР,
- 1954—1957 гг. — министр лесной промышленности СССР,
- 1957—1958 гг. — министр лесной промышленности РСФСР,
- 1958—1960 гг. — заместитель председателя Госплана РСФСР,
- 1960—1962 гг. — первый заместитель председателя Госплана СССР,
- 1962—1965 гг. — председатель Госкомитета по лесной, целлюлозно-бумажной, деревообрабатывающей промышленности и лесному хозяйству при Госплане СССР,
- 1965—1978 гг. — заместитель председателя Госкомитета Совмина СССР по материально-техническому снабжению.

С мая 1978 г. на пенсии. Похоронен на Троекуровском кладбище.

## Общественная деятельность
Депутат Верховного Совета СССР 2, 4 и 6-го созывов (1946-50, 1954-58 и 1962-66 гг).
Кандидат в члены ЦК КПСС (1952—1966). 

## Семья
Сын Михаил Георгиевич Орлов (1928—2006) — дипломат.
Дочь Борисова (урождённая Орлова) Зоя Георгиевна — искусствовед.